# Inter Fútbol Sala "B"
El Inter Fútbol Sala "B" es un club de fútbol sala español de la ciudad de Alcalá de Henares que disputa la Segunda División de la LNFS. Es el filial del Inter Fútbol Sala que disputa la Primera División de la LNFS. Disputa sus partidos en el Pabellón Fundación Montemadrid.

## Historia
Se funda en 1977 como club filial del Inter Fútbol Sala , desde su fundación hasta la actualidad es uno de los mejores filiales de España y compite por jugar en categoría nacional, varios de los jugadores que pasan por el filial luego acaban en el Primer Equipo en Primera división.
En la temporada 20-21 consigue el ascenso de Segunda División B a Segunda División dónde compite profesionalmente.

## Pabellón
Tanto el filial como el resto de la academia desarrollan actualmente sus partidos y entrenamientos en el Pabellón Fundación Montemadrid, que se sitúa en Alcalá de Henares.